# Кенесари (хан)
Кенесари Касим-ули (каз. Кенесары Қасым-ұлы, Кене-хан) — казахський султан. З 1841 року — хан усіх трьох жузів у Казахстані, чингізид,  онук хана Аблая. У 1837—1847 роках очолював національно-визвольний рух казахів за збереження незалежності від Російської імперії. 
Герой національно-визвольної боротьби казахського народу, керівник антифеодального і антиколоніального повстання (повстання Кенесари Касимова 1837—1847 рр.) 

## Перехід керівництва рухом до Кенесари
Сам Кенесари не раз зазнавав переслідувань з боку колоніальної влади. В одному зі своїх листів генерал-майору Генса Кенесари ретельно перелічував, як його особисто за намовою султана Джамантая Букеєва переслідували відряджені у степ загони в 1825, 1827, 1830, 1832, 1836 роках. Кенесари бився спочатку під керівництвом свого батька Касима, а потім брата Саржана. Перша згадка про участь 23-річного Кенесари у загонах Саржана належить до 1825 року. Як керівник казахських загонів він виступив на арену лише після вбивства його батька та брата.
Ставши на чолі національно-визвольного руху, Кенесари відмовився від політики своїх братів, які шукали опори в «єдиновірних» середньоазійських ханствах. Він вирішив вести боротьбу на два фронти — проти царської Росії та середньоазійських ханств, в першу чергу, проти Коканду, що поневолив частину казахського народу. Власне збройному виступу передувала низка спроб прибрати систему укріплень на землях Середнього жуза листами, адресованими сибірській владі, але вони залишалися без відповіді.
Навесні 1837 Кенесари з невеликим загоном з'явився на території Акмолинського округу. Казахи стали масами стікатися під його знамена. На чолі окремих загонів стали як найближчі родичі Кенесари — Науризбай, Абилгази, Альжан, Бопа ханум, так і неродовиті батири з народу — Агибай, Жанайдар, Іман Дулатули, Жоламан Тленшіули, Бухарбай. Окрім того, в загонах Кенесари було багато російських солдатів-утікачів, засланих поляків, башкирів. Башкири та росіяни виливали гармати, виготовляли рушниці, навчали казахських воїнів пішому строю. Один із втікачів, ім'я якого невідомо, служив особистим секретарем Кенесари. Окрім того, на першому етапі до нього приєдналась частина султанів біїв, які перебували на російській службі, частково переслідуючи власні інтереси, частково від страху перед Кенесари.

## Успіхи казахської армії
Влітку 1837 року було розгромлено каральний загін Чірікова й під владою Кенесари опинились території Акмолинського, Кокчетавського, Каркаралінського і Баянаульського округів. На початку 1838 розрізнені загони казахів об'єднались під владою Кенесари. Навесні він відрядив посольство до західно-сибірського губернатора Горчакова зі спеціальним листом-протестом проти політики російської влади.
У своєму листі Кенесари вимагав знищення укріплених пунктів на казахській території, повернення відібраних пасовищ, у випадку невиконання залишаючи за собою право продовжити війну. Представникам султана не вдалось доставити лист Горчакову. Дорогою до Омська їх схопили та віддали під суд. Зрив перемовин з Росією змусив Кенесари відновити активні дії.
Загони казахів розгромили загін військового старшини Сімонова, аули ага-султана Конуркульджі Кудаймендіна, напали на Аманкарагайський наказ. Влітку 1838 року війська Кенесари зосередились біля Акмолинської фортеці. 7 серпня після запеклого штурму фортеця була взята, всі її укріплення зірвані, а споруди спалені. Комендант фортеці Карбишев і Конуркульджа під покровом темряви втекли. Після цього протягом осені казахи продовжували партизанську боротьбу, систематично нападаючи на накази, пікети і роз'їзди, спустошуючи аули султанів-правителів і перериваючи комунікації. Тоді ж загони Кенесари почали переходити в райони річок Торгау й Іргиз з метою об'єднання з загонами Молодшого жуза, очолюваними Жоламан-батиром.
З кінця 1838 року райони Торгаю й Іргизу стали основною базою казахських загонів, а військо Кенесари об'єднало більшість родів Середнього та Молодшого жузів. Колоніальна адміністрація, бачачи марність каральних експедицій углиб степу, змінила тактику й уклала перемир'я з казахами. 1840 року Кенесари отримав амністію, були повернені з полону його родичі, припинені каральні походи російських військ у степ, почались перемовини між казахами і російським урядом.

## Відновлення Казахської держави
Від 1840 року почався новий етап визвольної війни, пов'язаний з відродженням казахської державності. Підготовлені наради представників казахських родів завершилися у вересні 1841 року обранням Кенесари ханом відновленої казахської держави. Хан Кенесари провів низку адміністративних і судових реформ, спрямованих на посилення централізації влади та створення міцного тилу для продовження боротьби. При хані працювала ханська рада, до якої входили його однодумці. Були організовані відомства, відповідальні за збір податків, військову підготовку, дипломатичне листування. Особливі помічники хана, жасаули, були закріплені за особистими родами і мали стежити за виконанням ханських розпоряджень. Судом мали право займатися тільки ті бії, які мали дозвіл від Кенесари. Для всього кочового населення ханства був призначений податок «зякет», для землеробського — «ушур». Підкорені Кенесари казахські роди звільнялись від податків на користь російської і кокандської скарбниць.
Реформував хан і свою армію. За нього у казахів з'явилась артилерія, казахи почали освоювати піший стрій. Від полонених та втікачів солдатів і офіцерів Кенесари переймав основи російської тактики. Він вперше ввів відзнаки і систему нагородження воїнів, що відзначились у боях. Хану вдалося створити дисципліноване, добре навчене і мобільне кінне військо, що налічувало до 20 тисяч вояків.

## Бойові дії 1841—1844 років
Використовуючи коротку перерву в боротьбі з Росією, Кенесари почав війну з Кокандом для звільнення родів Старшого жуза. У вересні 1841 року його війська зайняли міста Созак, Яни-Курган, Жулек і Ак Мечеть. Однак 1842 року перемир'я з російським урядом було порушено. Сибірський загін під командою Сотнікова напав на аули Кенесари, відігнав велику кількість худоби і полонених, серед яких була його дружина.
Воєнні дії в степу відновились у серпні 1843 року. Загін із 5000 чоловік під командуванням полковника Візанова виступив із фортеці Сахарної, інші загони вийшли з Омська, Петропавловська і Каркаралінська. З боку річки Тобила виступив загін султана Ахмета Жантюріна, що складався з відданих царизму казахів. Уміло маневруючи, Кенесари виснажив у боях загін Бізанова і змусив його у вересні 1843 відступити в Орськ. Інші загони з настанням осінніх холодів також мусили покинути степ і повернутися у фортеці.
Військо Кенесари наприкінці 1843 року налічувало 8 тис. вояків, добре навчених та озброєних, його основною базою служили степи Торгаю й Іргизу. Колоніальна влада вирішила оточити повстанців одночасним ударом трьох колон з Орська, Тобила та гір Улитау. Орським загоном командував військовий старшина Лебедєв, Тобильським — султан Ахмет Жантюрін, сибірським — генерал-майор Жемчужников. Ті загони мали наприкінці травня з'єднатися й замкнути кільце оточення навколо Кенесари в районі Торг. Проте незнання степових умов, вміла дезінформація, запущена розвідниками хана, і постійні набіги партизанських загонів зірвали цей план. Маневруючи, повстанці легко втекли від загону Лебедєва та вийшли з оточення. Сибірський загін запізнився, і Лебедєв мусив повернутися в Орськ.
Влітку 1844 року для з'єднання з Жемчужниковим було відряджено загін полковника Дуніковського. У верхів'ях Тобили до нього мав приєднатись Ахмет Жантюрін. Але в ніч проти 21 липня на річці Улкояке Кенесари повністю знищив загін Жантюріна і, обійшовши загони Дуніковського і Жемчужникова, напав на Оренбурзьку лінію. У середині серпня він розгромив Катерининську станицю з фортецею. Каральні загони були змушені відступити. Царський уряд знову почав переговори з Кенесари. Хан просив провести межу між Казахським ханством і колоніальними військами на річках Нуреєв і Єсиль до Жаїка, тобто вже не вимагав звільнити землі, захоплені раніше. Однак царський уряд мав намір захопити весь казахський степ, щоб почати завоювання Середньої Азії.

## Відступ казахської армії
До середини 40-их років XIX століття російські війська вже далеко просунулися вглиб казахської території. Лінії укріплень, що йдуть з боку Сибіру й Оренбурга, повинні були з'єднатися в кочів'ях Старшого жуза. Перед Росією стояло завдання завершити завоювання Казахстану. Для цього в центрі казахських кочовищ почали зводити нові фортеці — Кокпектинська (1844), Оренбурзька (Тургай) і Уральська (Іргиз) (1845).
Восени 1845 року російські війська та загони відданих царизму султанів почали нові наступи на аули Кенесари. Зазнаючи важких втрат, казахи мусили залишити Торгайський степ і відступити в райони річок Сарису і Шу.
Відступивши на південь, хан не припиняв боротьби з російськими військами, однак основні сили було кинуто на війну з Кокандом. З'єднавшись із батиром Жанкожа Нурмухамедулі, Кенесари почав звільнення казахських родів, які перебували під владою Коканду. На початку 1846 року союз Бухари з Кокандом і похід карального загону генерал-майора Вишневського змусив Кенесари відступити і закріпитися на півострові Камал у гирлі річки Ілі. Взимку 1846 року загони кенесаринців з'явилися в кочовищах Старшого жуза на річці Ілі та в околицях Алатау. Кенесари звернувся до киргизьких манапів, закликаючи їх до спільної боротьби проти Росії й Коканду. Однак киргизи, очолювані манапом Ормоном, відкинули його пропозицію і почали набіги на аули, підвладні Кенесари. Почалася важка війна на три фронти — проти кокандських військ, киргизів і загону Жемчужникова, що діяв в Жетису.

## Загибель Кенесари
Протягом 1846—1847 років Кенесари зумів об'єднати сили казахів усього Старшого жуза, захопити фортецю Мерк, розпочати будівництво укріплення на річці Шу. Восени 1846 року було укладено перемир'я з киргизами, проте незабаром за намовлянням кокандців киргизи вбили казахського батира Саурика, й війна відновилась.
1847 року загони Кенесари ввійшли до киргизьких земель. Там казахські війська зіткнулися з величезними труднощами. Незнання місцевості, вороже ставлення з боку місцевого населення, спільні дії киргизів, кокандців і російських загонів наперед зумовили поразку казахів. Остання битва Кенесари відбулась у горах Кекли, неподалік від Бішкека. Казахів було оточено кокандськими та киргизькими загонами, в бою загинув брат хана — батир Науризбай, сам Кенесари потрапив у полон. Перед стратою він ще раз звернувся до киргизьких манапів із пропозицією припинити ворожнечу й об'єднати сили для спільної боротьби проти спільного ворога, однак і цього разу манапи відхилили його пропозиції.
Західносибірський генерал-губернатор Горчаков нагородив усіх киргизьких манапів, що відзначились у війні, а до вбивці Кенесари, манапа Калігули Алібекова, звернувся із листом-подякою та нагородив його срібною медаллю. Голови загиблих у боях казахських джигітів було надіслано як подарунок кокандському ханові. На знак помсти за смерть свого хана казахи Старшого жуза здійснили низку походів до Киргизстану й жорстоко покарали кількох манапів.
Після смерті хана Кенесари та поразки казахської армії в Киргизстані майже всі землі Казахстану опинилися під владою Росії, проте опір казахів тривав. У Молодшому жузі діяли загони батира Есет, на Сирдар'ї — Жанкожі Нурмухамедули, у Південному Казахстані — султана Сиздика Кене-сариули.

## Доля останків Кенесари
Після загибелі Кенесари його голову було відтято і доправлено в Омськ як трофей.
За словами очевидця тих подій, киргиза Калігули Алібекова, вождь одного з казахських родів Сипатай і султан Рустем порадили киргизькому манапові Жантаю Карабекову, який став власником голови Кенесари, подарувати голову бунтівного хана росіянам. Потому голову Кенесари було доправлено в Капал разом із Калігулом Алібековым від киргизів і Сипатаєм та Рустем-султаном від казахів.
1992 року за ініціативою Інституту історії та етнології імені Валіханова в районі Майтобе — Кеклик-Сенгир було проведено археологічні розкопки в пошуках решток Кенесари Касимова, які закінчились безрезультатно.
Серед казахстанців побутує думка, що голова Кенесари дотепер зберігається в Кунсткамері або Ермітажі. За даними багатьох очевидців, офіційних листів та ЗМІ до 1987 року вона експонувалася в Ермітажі.
Попри неодноразові офіційні звернення керівників Казахстану, Росія відмовлялася повертати рештки Кенесари на батьківщину і навіть заперечувала сам факт наявності голови (черепа) хана в Ермітажі, Кунсткамері та інших музеях і наукових установах РФ.
12 серпня 2016 року прем'єр-міністр Казахстану Карім Масімов під час особистої зустрічі попросив прем'єр-міністра Росії Дмитра Медведєва передати республіці відтяті голови двох національних героїв Казахстану — Кенесари-хана і Кейкі-батира (страчений червоноармійцями 1923 року). Як один із варіантів, казахська сторона запропонувала «обмінятися».